# Jan Kruszewski (zm. po 1790)
Jan Kruszewski  herbu Abdank (zm. po 1790 roku) – chorąży bielski w latach 1762–1788, stolnik bielski w latach 1752–1762, cześnik bielski w latach 1744–1752, starosta wasilkowski.
Poseł na sejm nadzwyczajny 1750 roku z ziemi bielskiej. Poseł na sejm 1758 roku z ziemi bielskiej.